# Chris Watson (politico)
John Christian Watson (Valparaíso, 9 aprile 1867 – Sydney, 18 novembre 1941) è stato un politico australiano.
Fu il terzo premier della storia australiana, il primo del Partito Laburista.

## Biografia